# El informante (programa de televisión)
El informante fue un programa de televisión de debate y actualidad chileno transmitido por Televisión Nacional de Chile desde el 16 de abril de 2013 hasta el 16 de diciembre de 2018. También fue retransmitido por el canal de noticias 24 Horas y la señal internacional TV Chile.

## Historia
Después de lanzar su primer spot publicitario, el programa comenzó el 16 de abril de 2013 con la primera entrevista de la exministra de educación Yasna Provoste, tras su regreso del "exilio" político a causa de una acusación constitucional. Durante su primera temporada, el programa contó con invitados de diversos ámbitos de la actualidad, desde los actores Paulina García y Sergio Hernández y el director de la exitosa película chilena Gloria, Sebastián Lelio, hasta el expresidente de Chile, Sebastián Piñera.
El informante ha logrado amplias repercusiones con entrevistas como la realizada en exclusiva a Felipe Berríos, quien criticó fuertemente la realidad actual de la Iglesia Católica y los males de la sociedad chilena como el consumismo, encendiendo el debate incluso en la prensa internacional. Otras entrevistas han sido las realizadas al animador Sergio Lagos, en la primera entrevista en televisión sobre la detención de su hermano Manuel Lagos acusado de tráfico de drogas, y con el arquero de la Universidad de Chile, Johnny Herrera, sobre lo que ha significado en su vida la muerte de la joven Macarena Casassus, a quien atropelló en 2009.
En la conmemoración de TVN a los 40 años del golpe militar, el programa participó con una serie de capítulos especiales la que se inauguró con un histórico encuentro en televisión entre Ernesto Lejderman, hijo de una pareja argentino-mexicana que fue asesinada por militares en 1973, y Juan Emilio Cheyre, excomandante en jefe del Ejército quien habría entregado a Lejderman, de dos años, a un convento de monjas en la ciudad de La Serena, tras haber recibido órdenes de mandos superiores. Esta entrevista se llevó el galardón a Mejor Pieza Audiovisual 2013 en los Premios de Periodismo de Excelencia entregados por la Escuela de Periodismo de la Universidad Alberto Hurtado.
El programa fue conducido por Juan Manuel Astorga hasta 2017, cuando fue desvinculado de TVN. En la temporada 2018, fue presentado por Matías del Río.